# Satyendra Nath Bose
Satyendra Nath Bose (Kalkuta, 1. siječnja 1894. – Kalkuta, 4. veljače 1974.), indijski matematičar i fizičar. Diplomirao na Sveučilištu u Kalkuti, radio na sveučilištima u Dhaki (od 1921. do 1945.) i Kalkuti (od 1915. do 1921. i od 1945. do 1956.). Godine 1924. napisao čuveni članak o statistici fotona u kojem je izveo Planckov zakon zračenja crnog tijela. Nakon toga rada surađivao s A. Einsteinom. Ishod suradnje je Bose-Einsteinova statistika. Čestice kojima se ponašanje opisuje tom statistikom imaju cjelobrojni spin i nazivaju se bozoni. Član je Kraljevskog društva (eng. Royal Society) od 1958.

## Bose-Einsteinova statistika
Bose-Einsteinova statistika (po S. N. Boseu i A. Einsteinu) je kvantna statistika što se primjenjuje na bozone, čestice kojima je spin cjelobrojni višekratnik reducirane Planckove konstante. Raspodjela čestica po energijskim stanjima opisuje se matematičkom jednadžbom:
{\displaystyle n_{i}={\frac {1}{e^{\frac {E_{i}-\mu }{k\cdot T}}-1}}}
gdje je: Ei - energija stanja, μ - kemijski potencijal (energija potrebna da se sustavu pridruži dodatna čestica), k - Boltzmannova konstanta i T - termodinamička temperatura. Ispod neke kritične temperature gotovo sve čestice zauzimaju jedno (najniže) energijsko stanje (Bose-Einsteinova kondenzacija), a na višim temperaturama čestice gotovo ravnomjerno zaposjedaju sva energetska stanja, da bi na normalnim temperaturama raspodjela poprimila oblik Boltzmannove raspodjele.

## Bozon
Bozon (po S. N. Boseu) je subatomska čestica cjelobrojnoga spina koja se podvrgava Bose-Einsteinovoj statistici. Skupini bozona pripadaju fotoni, gluoni, W-bozoni, Z-bozoni, Higgsovi bozoni, gravitoni, mezoni i složenije čestice koje sadrže parni broj fermiona, na primjer jezgre deuterija (²H) jer imaju spin 1 i jezgre helija (4He) jer imaju spin 0. Elementarni bozoni su prenositelji temeljnih međudjelovanja. 